# Бацький Моноштор
Бацький Моноштор (серб. Бачки Моноштор) — село в Сербії, належить до общини Сомбор Західно-Бацького округу в багатоетнічному, автономному краю Воєводина.

## Населення
Населення села становить 3485 осіб (2002, перепис), з них:
- хорвати — 2043 — 52,11%;
- югослави — 570 — 14,54%;
- серби — 371 — 9,46%;
- мадяри — 211 — 5,38%;
- румуни — 179 — 4,56%;

Решту жителів  — з десяток різних етносів, зокрема: македонці, роми, бунєвці, німці і навіть кілька русинів-українців.